# آنتونین مرسی
آنتونین مرسی (انگلیسی: Antonin Mercié؛ ۳۰ اکتبر ۱۸۴۵ – ۱۳ دسامبر ۱۹۱۶) مجسمه‌ساز، نقاش، و هنرمند اهل فرانسه بود.

## افتخارات
وی همچنین برندهٔ جوایزی همچون لژیون دونور (افسر بزرگ) و جایزه بزرگ رم شده‌است.